# ステラーウインド
ステラーウインド (Stellar Wind) はアメリカ合衆国生産の競走馬、繁殖牝馬。主な勝ち鞍は2015年のサンタアニタオークス(G1)、2016年・2017年のクレメント・L・ハーシュステークス(G1)、2016年のゼニヤッタステークス（G1）、2017年のアップルブロッサムハンデキャップ(G1)、ビホルダーマイルステークス(G1)。

## 現役時代

### デビュー前
2012年2月13日にバージニア州で誕生。2013年のファシグティプトン・サラトガ1歳馬セールでは全落札馬で最低の4万ドルでバーナン・リー（Vernan Lee）によって落札され、さらに同年秋のファシグティプトン・ミッドランティック東部秋季1歳セールで8万6000ドルでバーバラ・フック（Barbara Houck）によって購入された。

### 2歳（2014年）
ドナルド・バー（Donald Barr）厩舎に入厩。2014年11月にローレルパーク競馬場でデビューし、翌月の2戦目で初勝利を挙げた。その後、フックからコスタ・フロニス（Kosta Hronis）に売却され、ジョン・サドラー厩舎に移籍した。

### 3歳（2015年）
転厩初戦のサンタイザベルステークスを制して重賞初制覇を果たす。続くサンタアニタオークスも制してG1馬となるが、ケンタッキーオークスは4着に敗れた。その後は秋の最大目標ブリーダーズカップ・ディスタフに向けて調整され、重賞を連勝して本番に挑んだが、4歳馬ストップチャージングマリアにクビ差競り負けて2着となる。G1は1勝のみであったが、古馬相手の善戦も評価されて同年のエクリプス賞最優秀3歳牝馬に選出された。

### 4歳（2016年）
クレメント・L・ハーシュステークスで前走敗れた当時の現役最強古牝馬ビホルダーに雪辱を果たし、次戦のゼニヤッタステークスでも同一レース4連覇を狙うビホルダーをクビ差下してG1連勝を果たす。前年2着に惜敗したブリーダーズカップ・ディスタフでは無敗の3歳牝馬ソングバードに次ぐ2番人気に推されたが、レース史上に残るビホルダーとソングバードの一騎打ちには加われず4着に敗れた。

### 5歳（2017年）
2017年は4月から始動し、アップルブロッサムハンデキャップ、ビホルダーマイルステークス、クレメント・L・ハーシュステークスとG1を3連勝。前年にゼニヤッタステークスの疲れが抜け切らなかった反省から3ヶ月の休養を取って3年連続となるブリーダーズカップ・ディスタフに出走したが、最下位の8着に敗れた。サドラー師によるとレース後に咳をしていたといい、内に包まれてキックバックの砂を吸い込んだことが原因と見られている。
ブリーダーズカップ終了後、キーンランド11月セールに上場され、クールモアグループのM.V.マグナーによってセール史上2位タイの600万ドル（当時のレートで約6億8000万円）で落札された。

### 6歳（2018年）
セール後すぐには引退せず、チャド・ブラウン厩舎に転厩して2018年1月の第2回ペガサスワールドカップに出走。ここでガンランナーの6着となり、同レースを最後に現役を引退した。

### 競走成績
以下の内容は、Equibaseの情報に基づく。
| 出走日     | 競馬場                 | 競走名                            | 格 | 距離   | 着順 | 騎手           | 着差      | 1着（2着）馬       |
| ---------- | ---------------------- | --------------------------------- | -- | ------ | ---- | -------------- | --------- | ------------------ |
| 2014.11.20 | ローレルパーク         | 未勝利                            |    | ダ6f   | 3着  | T.ホール       | 3/4馬身   | Spotted Heart      |
| 0000.12.18 | ローレルパーク         | 未勝利                            |    | ダ8f   | 1着  | T.ホール       | 8馬身3/4  | （Wasatch）        |
| 2015.02.28 | サンタアニタ           | サンタイザベルステークス          | G3 | ダ8.5f | 1着  | V.エスピノーザ | 2馬身3/4  | （Light the City） |
| 0000.04.04 | サンタアニタ           | サンタアニタオークス              | G1 | ダ8.5f | 1着  | V.エスピノーザ | 1/2馬身   | （Luminance）      |
| 0000.05.01 | チャーチルダウンズ     | ケンタッキーオークス              | G1 | ダ9f   | 4着  | V.エスピノーザ | 4馬身3/4  | Lovely Maria       |
| 0000.06.20 | サンタアニタ           | サマータイムオークス              | G2 | ダ8.5f | 1着  | V.エスピノーザ | ハナ      | （Tara's Tango）   |
| 0000.08.30 | デルマー               | トーリーパインズステークス        | G3 | ダ8f   | 1着  | V.エスピノーザ | 4馬身1/4  | （Big Book）       |
| 0000.10.30 | キーンランド           | BCディスタフ                      | G1 | ダ9f   | 2着  | V.エスピノーザ | クビ      | Stopchargingmaria  |
| 2016.06.04 | サンタアニタ           | ヴァニティーマイルステークス      | G1 | ダ8f   | 2着  | V.エスピノーザ | 1馬身1/2  | Beholder           |
| 0000.07.30 | デルマー               | クレメント・L・ハーシュステークス | G1 | ダ8.5f | 1着  | V.エスピノーザ | 1/2馬身   | （Beholder）       |
| 0000.10.01 | サンタアニタ           | ゼニヤッタステークス              | G1 | ダ8.5f | 1着  | V.エスピノーザ | クビ      | （Beholder）       |
| 0000.11.04 | サンタアニタ           | BCディスタフ                      | G1 | ダ9f   | 4着  | V.エスピノーザ | 3馬身3/4  | Beholder           |
| 2017.04.14 | オークローンパーク     | アップルブロッサムハンデキャップ  | G1 | ダ8.5f | 1着  | V.エスピノーザ | 1馬身1/4  | （Terra Promessa） |
| 0000.06.03 | サンタアニタ           | ビホルダーマイルステークス        | G1 | ダ8f   | 1着  | V.エスピノーザ | クビ      | （Vale Dori）      |
| 0000.07.30 | デルマー               | クレメント・L・ハーシュステークス | G1 | ダ8.5f | 1着  | V.エスピノーザ | クビ      | （Vale Dori）      |
| 0000.11.03 | デルマー               | BCディスタフ                      | G1 | ダ9f   | 8着  | V.エスピノーザ | 12馬身1/2 | Forever Unbridled  |
| 2018.01.27 | ガルフストリームパーク | ペガサスワールドカップ            | G1 | ダ9f   | 6着  | J.ロサリオ     | 16馬身1/4 | Gun Runner         |

## 繁殖牝馬時代
2018年3月9日にクールモアグループの拠点アイルランドへ輸出され、現地で繁殖生活を送る。初年度はガリレオと交配された。

## 血統表
| ステラーウインドの血統    | ステラーウインドの血統                              | ステラーウインドの血統                              | （血統表の出典）                                    | （血統表の出典） |
| 父系                      | ミスタープロスペクター系                            | ミスタープロスペクター系                            | ミスタープロスペクター系                            | [ § 2 ]          |
| 父 Curlin 2004 栗毛       | 父の父Smart Strike 1992 鹿毛                        | Mr. Prospector                                      | Raise a Native                                      | Raise a Native   |
| 父 Curlin 2004 栗毛       | 父の父Smart Strike 1992 鹿毛                        | Mr. Prospector                                      | Gold Digger                                         |                  |
| 父 Curlin 2004 栗毛       | 父の父Smart Strike 1992 鹿毛                        | Classy 'n Smart                                     | Smarten                                             | Smarten          |
| 父 Curlin 2004 栗毛       | 父の父Smart Strike 1992 鹿毛                        | Classy 'n Smart                                     | No Class                                            |                  |
| 父 Curlin 2004 栗毛       | 父の母Sherriff's Deputy 1994 鹿毛                   | Deputy Minister                                     | Vice Regent                                         | Vice Regent      |
| 父 Curlin 2004 栗毛       | 父の母Sherriff's Deputy 1994 鹿毛                   | Deputy Minister                                     | Mint Copy                                           |                  |
| 父 Curlin 2004 栗毛       | 父の母Sherriff's Deputy 1994 鹿毛                   | Barbarika                                           | Bates Motel                                         | Bates Motel      |
| 父 Curlin 2004 栗毛       | 父の母Sherriff's Deputy 1994 鹿毛                   | Barbarika                                           | War Exchange                                        |                  |
| 母 Evening Star 2006 鹿毛 | 母の父Malibu Moon 1997 鹿毛                         | A.P. Indy                                           | Seattle Slew                                        | Seattle Slew     |
| 母 Evening Star 2006 鹿毛 | 母の父Malibu Moon 1997 鹿毛                         | A.P. Indy                                           | Weekend Surprise                                    |                  |
| 母 Evening Star 2006 鹿毛 | 母の父Malibu Moon 1997 鹿毛                         | Macoumba                                            | Mr. Prospector                                      | Mr. Prospector   |
| 母 Evening Star 2006 鹿毛 | 母の父Malibu Moon 1997 鹿毛                         | Macoumba                                            | Maximova                                            |                  |
| 母 Evening Star 2006 鹿毛 | 母の母Sequins 1987 鹿毛                             | Northern Fashion                                    | Northern Dancer                                     | Northern Dancer  |
| 母 Evening Star 2006 鹿毛 | 母の母Sequins 1987 鹿毛                             | Northern Fashion                                    | Fashionable Trick                                   |                  |
| 母 Evening Star 2006 鹿毛 | 母の母Sequins 1987 鹿毛                             | Brilliant Touch                                     | Gleaming                                            | Gleaming         |
| 母 Evening Star 2006 鹿毛 | 母の母Sequins 1987 鹿毛                             | Brilliant Touch                                     | Indian Nurse                                        |                  |
| 5代内の近親交配           | Mr. Prospector3×4＝18.75%、Northern Dancer5×4=9.38% | Mr. Prospector3×4＝18.75%、Northern Dancer5×4=9.38% | Mr. Prospector3×4＝18.75%、Northern Dancer5×4=9.38% | [ § 3 ]          |
| 出典                      | 1. 2. 3.                                            | 1. 2. 3.                                            | 1. 2. 3.                                            | 1. 2. 3.         |